# Lonely Days
"Lonely Days" is een nummer van de Britse groep Bee Gees. Het nummer werd uitgebracht op hun album 2 Years On uit 1970. Op 6 november van dat jaar werd het nummer uitgebracht als de enige single van het album.

## Achtergrond
"Lonely Days" is geschreven door groepsleden Barry, Robin en Maurice Gibb en geproduceerd door Robert Stigwood in samenwerking met de groep. Op 21 augustus 1970 kondigden de broers aan dat zij opnieuw bij elkaar kwamen, nadat Robin zestien maanden lang geen onderdeel was van de groep. Tijdens de eerste reüniesessie schreven zij zowel "Lonely Days" en "How Can You Mend a Broken Heart", maar het is niet exact bekend wanneer zij deze nummers opnamen. Op een opname was echter een sticker met de tekst "20 augustus 1970" geplakt, wat suggereert dat het nummer op die dag was opgenomen. In 2001 vertelde Robin in een interview dat het nummer werd geschreven in de kelder van Barry's huis aan Addison Road in het Londense Holland Park.
Op "Lonely Days" zingen alle broers samen, waarbij zij begeleid worden door de piano en basgitaar van Maurice en de strijkers en blazers van Bill Shepherd. Het bevat langzame coupletten en een bombastisch refrein. Volgens Barry werd het nummer geschreven in tien minuten. Ook zei hij dat het regelmatig werd aangezien als een nummer van The Beatles: "Een manager die we vijf jaar geleden hadden hoorde 'Lonely Days' in een restaurant en hij zei tegen een vriend, 'Dat is een van mijn favoriete Beatles-nummers'. En hij was onze manager!" Ter promotie van de single liet Atlantic Records-president Jerry L. Greenberg dertig kopieën van de single slaan en stuurde deze naar een aantal collega's, ieder met de boodschap dat zij de enigen waren die de single hoorden voordat deze werd uitgebracht. Het idee pakte goed uit en binnen een week werd de single door een groot aantal radiostations opgepikt.
"Lonely Days" werd een grote hit: het bereikte de derde plaats in de Amerikaanse Billboard Hot 100 en werd een nummer 1-hit in Canada. Daarnaast bereikte het ook in Australië, Brazilië, Denemarken en Nieuw-Zeeland de top 10. In het Verenigd Koninkrijk bleven de verkopen achter en kwam de single slechts tot plaats 33. In Nederland kwam het tot de derde plaats in zowel de Top 40 als de Hilversum 3 Top 30, terwijl in Vlaanderen de achtste plaats in de voorloper van de Ultratop 50 werd gehaald. In de videoclip speelt Maurice op een akoestische Fender Malibu-gitaar, loopt Barry met zijn hond in een park in Londen en voelt Robin zich alleen en wil hij in zijn auto rijden.

## Hitnoteringen

### Nederlandse Top 40
| Hitnotering: 28-11-1970 t/m 06-02-1971 | Hitnotering: 28-11-1970 t/m 06-02-1971 | Hitnotering: 28-11-1970 t/m 06-02-1971 | Hitnotering: 28-11-1970 t/m 06-02-1971 | Hitnotering: 28-11-1970 t/m 06-02-1971 | Hitnotering: 28-11-1970 t/m 06-02-1971 | Hitnotering: 28-11-1970 t/m 06-02-1971 | Hitnotering: 28-11-1970 t/m 06-02-1971 | Hitnotering: 28-11-1970 t/m 06-02-1971 | Hitnotering: 28-11-1970 t/m 06-02-1971 | Hitnotering: 28-11-1970 t/m 06-02-1971 | Hitnotering: 28-11-1970 t/m 06-02-1971 | Hitnotering: 28-11-1970 t/m 06-02-1971 |
| Week                                   | 1                                      | 2                                      | 3                                      | 4                                      | 5                                      | 6                                      | 7                                      | 8                                      | 9                                      | 10                                     | 11                                     |                                        |
| -------------------------------------- | -------------------------------------- | -------------------------------------- | -------------------------------------- | -------------------------------------- | -------------------------------------- | -------------------------------------- | -------------------------------------- | -------------------------------------- | -------------------------------------- | -------------------------------------- | -------------------------------------- | -------------------------------------- |
| Positie                                | 27                                     | 11                                     | 10                                     | 7                                      | 7                                      | 3                                      | 3                                      | 6                                      | 11                                     | 16                                     | 29                                     | uit                                    |

### Hilversum 3 Top 30
| Hitnotering: 05-12-1970 t/m 13-02-1971 | Hitnotering: 05-12-1970 t/m 13-02-1971 | Hitnotering: 05-12-1970 t/m 13-02-1971 | Hitnotering: 05-12-1970 t/m 13-02-1971 | Hitnotering: 05-12-1970 t/m 13-02-1971 | Hitnotering: 05-12-1970 t/m 13-02-1971 | Hitnotering: 05-12-1970 t/m 13-02-1971 | Hitnotering: 05-12-1970 t/m 13-02-1971 | Hitnotering: 05-12-1970 t/m 13-02-1971 | Hitnotering: 05-12-1970 t/m 13-02-1971 | Hitnotering: 05-12-1970 t/m 13-02-1971 | Hitnotering: 05-12-1970 t/m 13-02-1971 | Hitnotering: 05-12-1970 t/m 13-02-1971 |
| Week                                   | 1                                      | 2                                      | 3                                      | 4                                      | 5                                      | 6                                      | 7                                      | 8                                      | 9                                      | 10                                     | 11                                     |                                        |
| -------------------------------------- | -------------------------------------- | -------------------------------------- | -------------------------------------- | -------------------------------------- | -------------------------------------- | -------------------------------------- | -------------------------------------- | -------------------------------------- | -------------------------------------- | -------------------------------------- | -------------------------------------- | -------------------------------------- |
| Positie                                | 12                                     | 8                                      | 7                                      | 5                                      | 3                                      | 3                                      | 3                                      | 11                                     | 15                                     | 20                                     | 29                                     | uit                                    |

### NPO Radio 2 Top 2000
| Nummer met noteringen in de NPO Radio 2 Top 2000 | '99 | '00 | '01 | '02 | '03 | '04 | '05 | '06  | '07 | '08 | '09  | '10  | '11  | '12  |
| ------------------------------------------------ | --- | --- | --- | --- | --- | --- | --- | ---- | --- | --- | ---- | ---- | ---- | ---- |
| Lonely Days                                      | 797 | 729 | 561 | 814 | 544 | 956 | 872 | 1024 | 958 | 855 | 1488 | 1332 | 1613 | 1642 |

1. ↑  Een vetgedrukt getal geeft de hoogste notering aan.
2. ↑  Deze tabel is bijgewerkt tot en met de laatste editie (2024).